# Municipio de Bucklin (Dakota del Norte)
El municipio de Bucklin (en inglés: Bucklin Township) es un municipio ubicado en el condado de Slope en el estado estadounidense de Dakota del Norte. En el año 2010 tenía una población de 19 habitantes y una densidad poblacional de 0,23 personas por km².

## Geografía
El municipio de Bucklin se encuentra ubicado en las coordenadas 46°20′53″N 103°58′59″O / 46.34806, -103.98306. Según la Oficina del Censo de los Estados Unidos, el municipio tiene una superficie total de 83.41 km², de la cual 83,31 km² corresponden a tierra firme y (0,11 %) 0,1 km² es agua.

## Demografía
Según el censo de 2010, había 19 personas residiendo en el municipio de Bucklin. La densidad de población era de 0,23 hab./km². De los 19 habitantes, el municipio de Bucklin estaba compuesto por el 100 % blancos. Del total de la población el 0 % eran hispanos o latinos de cualquier raza.